# Masaki Honda
Pour les articles homonymes, voir Honda (homonymie).
Masaki Honda (本多政材, Masaki Honda) (17 mai 1889 — 17 juillet 1964) est un lieutenant général de l'armée impériale japonaise pendant la Seconde Guerre mondiale.

## Biographie
Né dans la préfecture de Nagano, Masaki Honda est diplômé de l'académie de l'Armée impériale japonaise en 1910 et de l'école militaire impériale du Japon en 1917. Sa carrière débute en tant qu'instructeur avant de devenir commandant de l'école d'infanterie de l'armée en 1939.
Après sa promotion au grade de lieutenant général en octobre 1939, il devient chef d'état-major adjoint de l'armée expéditionnaire japonaise de Chine jusqu'en octobre 1940, date à laquelle il reçoit le commandement de la 8e division de l'armée impériale japonaise active en Mandchourie. En juin 1942, il est rappelé au Japon pour devenir chef du quartier général des blindés de l'armée jusqu'en mars 1943, date à laquelle il retourne en Mandchourie pour diriger la 20e armée.
Le 7 avril 1944, une nouvelle 33e armée est levée en Birmanie, en prévision des tentatives alliées de reprendre le nord de la Birmanie, et Masaki Honda en devient le commandant. Avec cette armée en infériorité numérique et mal équipée, il combat dans la campagne de Birmanie de 1944-1945, où il mène des actions défensives très honorables contre l'ennemi, y compris une brillante évacuation de la 56e division sous le nez des forces chinoises en progression le 4 février 1945. Mais finalement, son armée dispersée et désorganisée doit se replier dans le sud de la Birmanie, où il se rend en août 1945.
Honda prend sa retraite de l'armée en 1947 et décède en 1964.